# 橫山幸雄
橫山幸雄（よこやま ゆきお、1971年2月10日—）是一位日本古典音樂鋼琴家、作曲家。他在第十二屆國際蕭邦鋼琴比賽中獲得第三名。
他是伊莉莎白音樂大學的客座教授、名古屋藝術大學特別客座教授、廣島大學客座教授及日本帕德雷夫斯基協會會長。
橫山幸雄也是前上野學園大學教授。

## 網站
- 横山幸雄アーティストページ - JAPAN ARTS
- 官方网站